# Bronislav Grombtchevsky
Bronislav Ludwigovitch, comte de Grombtchevsky (en russe : Бронислав Людвигович Громбчевский ; en polonais : Bronisław Grąbczewski), né le 15 janvier 1855 à Kaunas (district de Telšiai) (actuelle Lituanie) et mort le 31 juillet 1926 à Varsovie, est un officier et explorateur polonais servant dans l'Armée impériale russe.

## Biographie
Né dans une famille de la noblesse polonaise, il fait des études à l'École des mines de Saint-Pétersbourg (1873) puis joint un régiment de grenadiers de la Garde impériale russe à Kexholm.
Il voyage en 1885-1886 comme capitaine au Turkestan, entre à Kachgar et visite le Karakoroum. De 1888 à 1890, il explore l'ouest du Tibet et est promu lieutenant-colonel en 1891. Il est considéré comme l'homologue russe de l'explorateur militaire britannique Francis Younghusband. Les deux rivaux du Grand Jeu se sont rencontrés en 1889 alors qu'ils exploraient la vallée de Raskam pour leurs gouvernements respectifs,.
En 1900, il devient commissaire de frontière et gouverneur des possessions russes de Talien Ouan.
On lui doit des cartes ainsi que l'ouvrage Expeditions in Central Asia (1893).
Jules Verne le mentionne dans le chapitre XV de son roman Claudius Bombarnac.

## Publications
- Report on Kashgar and Yuzhnu Kashgar (1887)
- The current political situation in the Pamir khanates and the border line in Kashmir (1891)
- Our interest in the Pamirs:  A Military-Political Essay (1891)
- Kashgar (1924)
- Through the Pamirs and Hindu Kush to the Sources of the Indus (1925)
- In the Deserts of Raskem and Tibet (1925)
- In the Russian Service (1926)
- Traveling in Central Asia (1958)